# Puente de Queensboro
El puente de Queensboro, también conocido como el puente de la Calle 59, es  un puente en celosía sobre el Río Este en la Ciudad de Nueva York que fue construido en 1909. El puente conecta a los barrios de Long Island City en el borough de Queens con Manhattan, pasando sobre la Isla Roosevelt. Encima del puente pasa la Ruta Estatal de Nueva York 25 y anteriormente a las rutas NY 24 y la NY 25A.
El puente de Queensboro es el más occidental de los cuatro puentes del río Este que lleva un número de ruta estatal, el NY 25 que termina en el extremo oeste (Manhattan) del puente. A menudo el puente es llamado como el "Puente de la Calle 59" porque su extremo en Manhattan está localizado entre la Calle 59 y la Calle 60.

## Historia

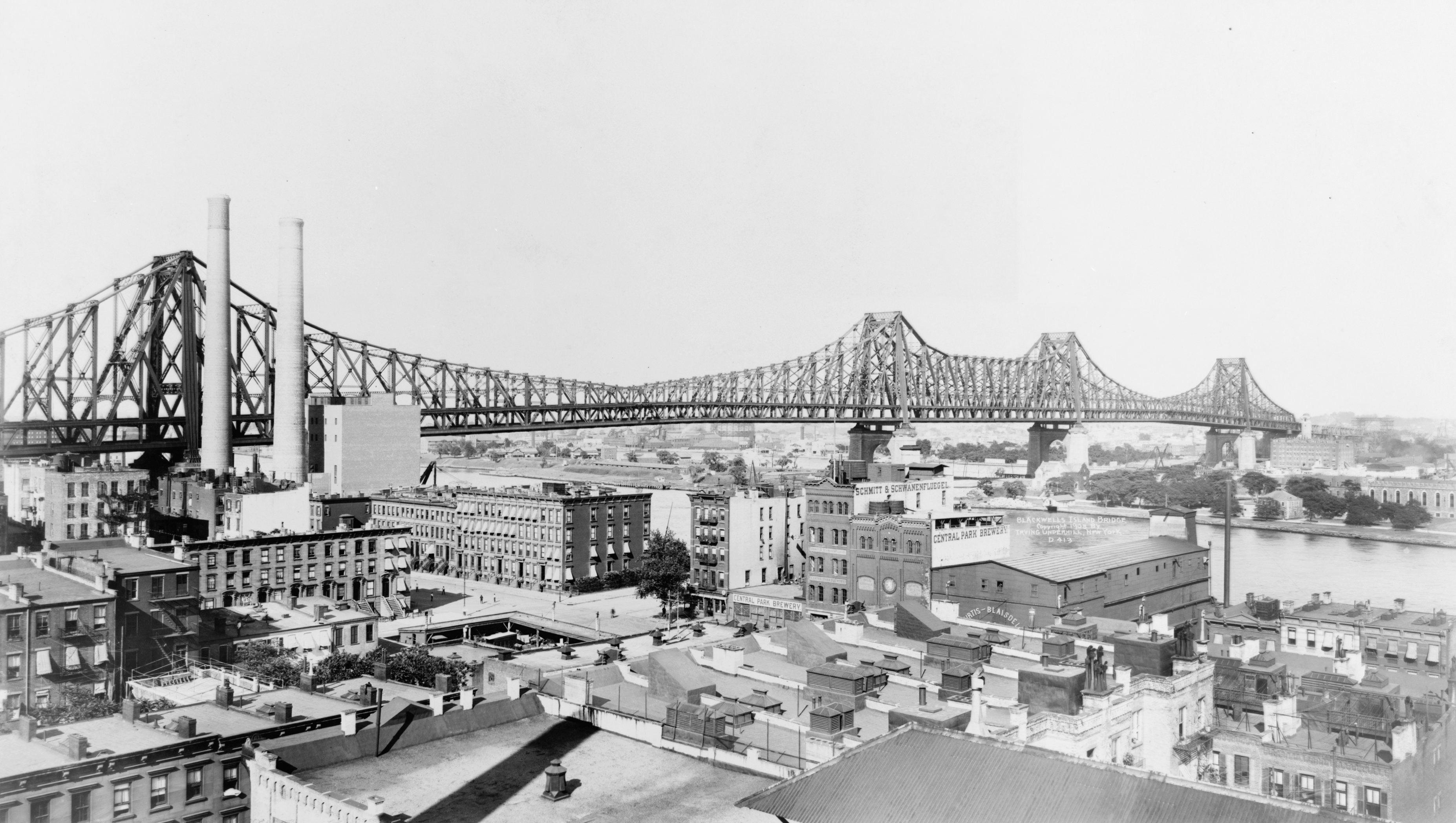
El puente en 1908

Hubo varias propuestas serias para conectar a Manhattan con Long Island City pero no empezaron a hacerse realidad hasta 1838; pero los intentos para financiar el puente fueron realizados por una empresa privada a partir de 1867. A pesar de los esfuerzos, nunca se hicieron realidad y la empresa se fue a la bancarrota en los años 1890. Los planes empezaron a hacerse realidad en 1903 bajo el nuevo departamento de puentes de la ciudad, dirigido por Gustav Lindenthal en colaboración con Leffert L. Buck y Henry Hornbostel, diseñadores del Puente de Williamsburg. La construcción del puente no empezó hasta 1909 debido a los retrasos que provocó un colapso del mismo durante una tormenta y disturbios laborales (incluyendo el intento de volar el puente con dinamita). El puente abrió al público el 30 de marzo de 1909, costando alrededor de $18 millones y 50 vidas. El puente fue conocido como el Puente de la Isla Blackwell, hasta el Puente de la Isla Roosevelt. Entre 1930 y 1955, había un elevador vehicular para transportar los autos desde y hasta la Isla Welfare, ahora conocida como la Isla Roosevelt.  Este fue demolido en 1970.